# Zavitne, Kiverți
Zavitne (în ucraineană Завітне) este localitatea de reședință a comunei Zavitne din raionul Kiverți, regiunea Volînia, Ucraina.

## Demografie
Componența lingvistică a localității Zavitne
     Ucraineană (98,65%)
     Rusă (1,35%)
Conform recensământului din 2001, majoritatea populației localității Zavitne era vorbitoare de ucraineană (98,65%), existând în minoritate și vorbitori de rusă (1,35%).